# Katrinetorp
Katrinetorp er en herregård i Malmø Kommune og ligger i nærheden af Svågertorp i Malmøs sydlige udkant. Katrinetorp ejes af Malmø by og har siden årtusindskiftet været tilgængelig for offentligheden. Den vestlige lagerbygning har modtaget prisen Helgo 2008, en pris som uddeles af Statens Fastighetsverk hvert fjerde år for nænsom renovering. Foreningen Katrinetorps Gårds Vänner står ofte for kulturhistoriske aktiviteter og besøgsoplevelser på gården.
Katrinetorps eksistens begyndte i 1799, da hofmarskal Lave Beck-Friis fra Bosjökloster ønskede at bytte land. Han solgte siden til handelsmanden Samuel Johan Björkman, som i år 1800 begyndte at bebygge grunden. Gården kaldte han Catharinetorp efter sin hustru Anna Catharina Bager. Han lejede tilmed nabogården Petersborg, som ejedes af Björkmans svigerfar och gården er endnu i dag i familien Bagers eje.